# نبرد رودخانه

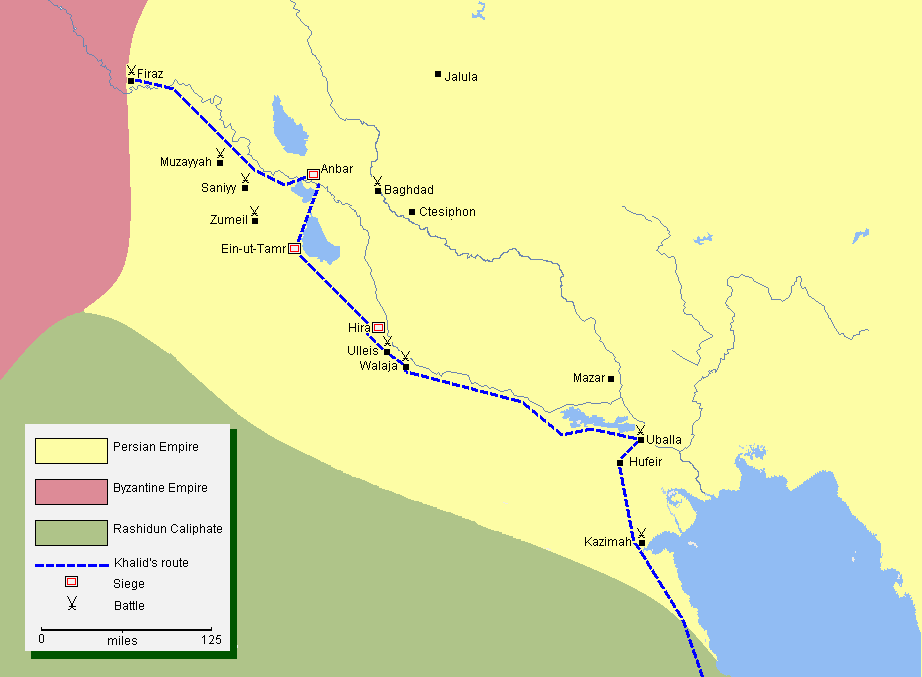
نقشهٔ جنگ‌های خالد بن ولید در عراق. برای بهتر دیدن محل جنگ رودخانه یا مذار بر روی تصویر کلیک کنید.

جنگ رودخانه یا جنگ مذار دومین جنگ از رشته جنگ‌های صدر اسلام است که بین ایران و اعراب به وقوع پیوسته است. این جنگ را چون نزدیک نهری واقع شده است بعضی وقعهٔ ثنی خوانده‌اند یعنی وقعهٔ نهر و بعضی به سبب مجاورت با مذار وقعهٔ مذار نام داده‌اند. این جنگ در سال ۶۳۳ میلادی مطابق با صفر سال دوازدهم هجری، بین سپاه اعراب به فرماندهی خالد بن ولید و سپاه امپراتور ساسانی و به فرماندهی کارن پسر قریانس، در محلی به نام مذار در نزدیکی تلاقی دو رود دجله و فرات رخ داده است. این مذار تا بصره چهار روز راه بود و در واقع کرسی ولایت میسان بشمار می‌آمد و در محل کوةالعمارهٔ امروز واقع بود.

## پیشینه جنگ
قبل از شروع نخستین درگیری مابین ایران و اعراب در صدر اسلام یعنی جنگ زنجیر «هرمزد» مرزبان و فرماندهٔ ایرانیان از شاهنشاه ساسانی، درخواست کمک نموده بود. از طرف دربار ایران سپاهی به فرماندهی کارن پسر قریانس به کمک هرمزد فرستاده شد اما تا رسیدن سپاه کمکی، هرمزد بدست خالد بن ولید کشته شد و نخستین جنگ با پیروزی سپاه اعراب پایان یافت. با کشته شدنِ هرمزد بسیاری از سپاهیان ایرانی از محل جنگ گریختند و در حدود مذار نزدیک نهری فرود آمدند و سپاه کارن هم که از مدائن به کمک هرمزد آمده بود به آنها پیوست واردوگاه جنگ را بر پا کردند. سپاه خالد نیز که در دنبال هزیمتیان بود، بدین جایگاه در رسید.

## جنگ مذار
جنگ سختی آغاز شد و در طی جنگ کارن و دو سردار دیگر ایرانی به نام انوشگان و قباد کشته شدند. تاریخ‌نویسان نوشته‌اند که در این جنگ ۳۰ هزار تن از سربازان ایرانی کشته شدند که بسیاری از آنان در آب رودخانه غرق شدند. پس از جنگ زن و فرزندان جنگاوران ایرانی و کسانی که به آنها کمک کرده بودند، به اسارت گرفته شدند اما کشاورزانی که در جنگ شرکت نکرده بودند، به دادن جزیه به مسلمانان تن در دادند.